# Crookston (Minnesota)
Crookston és una població dels Estats Units a l'estat de Minnesota. Segons el cens del 2009 tenia 7.869 habitants.

## Demografia
Segons el cens del 2000, Crookston tenia 8.192 habitants, 3.078 habitatges, i 1.819 famílies. La densitat de població era de 640,3 habitants per km².
Dels 3.078 habitatges en un 30,5% hi vivien nens de menys de 18 anys, en un 46,5% hi vivien parelles casades, en un 9,6% dones solteres, i en un 40,9% no eren unitats familiars. En el 34,5% dels habitatges hi vivien persones soles el 15,5% de les quals corresponia a persones de 65 anys o més que vivien soles. El nombre mitjà de persones vivint en cada habitatge era de 2,37 i el nombre mitjà de persones que vivien en cada família era de 3,1.
Per edats la població es repartia de la següent manera: un 24,2% tenia menys de 18 anys, un 14,9% entre 18 i 24, un 23,8% entre 25 i 44, un 19,5% de 45 a 60 i un 17,6% 65 anys o més.
L'edat mediana era de 36 anys. Per cada 100 dones de 18 o més anys hi havia 91,5 homes.
La renda mediana per habitatge era de 34.609 $ i la renda mediana per família de 44.157 $. Els homes tenien una renda mediana de 30.564 $ mentre que les dones 21.021 $. La renda per capita de la població era de 17.219 $. Entorn del 7,5% de les famílies i el 12,5% de la població estaven per davall del llindar de pobresa.

## Poblacions més properes
El següent diagrama mostra les poblacions més properes.